# 貝斯特雷塔內普河
貝斯特雷塔內普河是俄羅斯的河流，位於巴什科爾托斯坦共和國和彼爾姆邊疆區內，屬於別拉亞河的右支流，河道全長345公里，流域面積7,560平方公里，河水主要來自融雪，在每年11月上旬開始結冰，直至翌年4月下旬。
55°42′18″N 54°33′26″E / 55.70500°N 54.55722°E